# Thomas Shelton
Thomas Shelton (¿? - ¿después de 1629?) fue un traductor inglés, autor de la primera traducción al idioma inglés de la primera parte de Don Quijote de la Mancha, en 1612, la primera traducción realizada en cualquier lengua.

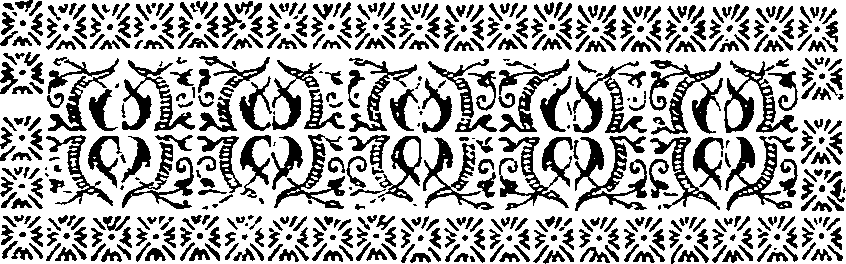
Adorno del libro La historia del valeroso e ingenioso caballero andante Don Quijote de la Mancha. Traducido al inglés por Thomas Shelton

## Identidad
La personalidad de Shelton ha sido dudosa durante siglos. Confundido con Thomas Shelton, un taquígrafo, o con un hijo de William Sheldon, hermano de Edward Shelton de Beoley, en la actualidad se considera que pudo ser hijo de un comerciante que murió tras nueve años de prisión en el castillo de Dublín, por su lealtad a la fe católica; se cree que Thomas participó junto a su hermano John en un complot para entregar el castillo de Dublín a Hugh O'Neill, conde de Tyrone. Fracasada la conspiración, y ahorcado su hermano, huyó de Irlanda. Posteriormente es asunto controvertido si pudo filtrar información comprometida sobre los católicos leales al representante inglés en Bruselas, William Trumbull, con quien se sabe que tuvo relaciones amistosas. Fue tutor en París en 1613, y entró después al servicio de Lord Howard de Walden, quien sería el dedicatario de su traducción del Quijote de 1612. Aunque no se puede establecer con total seguridad su identidad, se halla su nombre en una lista de alumnos del colegio irlandés de Salamanca, y pudo profesar como franciscano, según un documento de 1629.
En su traducción no utilizó la edición príncipe de 1605 de Madrid, sino la publicada en Bruselas en 1607. En 1620 se publicó la traducción completa, incluyendo la segunda parte de 1615, que también se le atribuye, si bien no aparece su nombre;  aunque con amplios conocimientos del español, la versión de Shelton no carece de errores, pero también posee aciertos poéticos. James Fitzmaurice-Kelly reimprimió su traducción en 1896.